# Les Stubbs
, più conosciuto con il diminutivo Les Stubbs (18 dicembre 1929 – 1º febbraio 2011) è stato un calciatore inglese, di ruolo attaccante.

## Carriera
Dopo aver giocato a livello semiprofessionistico con i Great Wakering Rovers, dal 1948 al 1952 fa parte della rosa del Southend Utd, club della terza divisione inglese, con cui in 4 stagioni di permanenza totalizza complessivamente 83 presenze e 40 reti in questa categoria. Nell'estate del 1952 viene acquistato per 10000 sterline dal Chelsea, club di prima divisione, con cui nella sua prima stagione in massima serie gioca però solamente 5 partite, senza mai segnare. Nella stagione 1953-1954 gioca invece da titolare, mettendo a segno 9 reti in 30 presenze; nella stagione 1954-1955 contribuisce alla vittoria del campionato (il primo nella storia del club, oltre che in generale il primo trofeo maggiore vinto dal club stesso nel corso della sua storia) con 5 reti, conquistando poi l'anno seguente anche il Charity Shield. Tra il 1955 ed il 1958 gioca poi per altri 3 anni in prima divisione nel club, anche se viene impiegato con frequenza via via minore (16 partite totali nelle sue ultime 2 stagioni in squadra) anche a causa dell'emergere dei vari Jimmy Greaves, Peter Brabrook e Ron Tindall; nonostante il minor impiego in queste ultime stagioni, nel 1957 gioca una partita con il London XI nella Coppa delle Fiere 1955-1958 (si tratta in particolare della semifinale di andata del torneo, persa per 2-1 sul campo degli svizzeri del Losanna il 16 settembre 1957). In 6 anni con i Blues totalizza complessivamente 112 presenze e 34 reti nella prima divisione inglese; torna quindi al Southend United, con cui gioca per ulteriori 2 stagioni in terza divisione, senza comunque più far parte in pianta stabile della formazione titolare del club (totalizza infatti 22 presenze e 3 reti in un biennio). Gioca poi un'ultima stagione, con i semiprofessionisti del Bedford Town.

## Palmarès

### Club

#### Competizioni nazionali
- Campionato inglese: 1

Chelsea: 1954-1955
- FA Charity Shield: 1

Chelsea: 1955